# Нава, Фернандо
Ферна́ндо На́ва Орте́га (исп. Fernando Nava Ortega; род. 8 июня 2004) — боливийский футболист, вингер клуба «Атлетико Паранаэнсе» и сборной Боливии.

## Клубная карьера
Нава — воспитанник клуба «Аргентинос». В 2021 году игрок подписал контракт с бразильским «Атлетико Паранаэнсе». 

## Международная карьера
В 2023 году в составе молодёжной сборной Боливии Нава принял участие в молодёжном чемпионате Южной Америки в Колумбии. На турнире он сыграл в матчах против сборных Венесуэлы, Эквадора, Чили и Уругвая. В поединке против венесуэльцев Феранадо забил гол. 
27 августа 2023 года в товарищеском матче против сборной Панамы Нава дебютировал за сборную Боливии.